# Medalla por Servicio Distinguido de Defensa
La Medalla por Servicio Distinguido de Defensa (en inglés: Defense Distinguished Service Medal) es la tercera condecoración más alta de las Fuerzas Armadas de los Estados Unidos, que se otorga por la realización, excepcionalmente distinguida del deber en la contribución a la seguridad nacional o la defensa de los Estados Unidos. Fue instituida por el Presidente Richard Nixon el 9 de julio de 1970 mediante la Orden Ejecutiva 11545 .
Es otorgada a los oficiales de alto rango que realizan un servicio excepcionalmente meritorio en un cargo de gran responsabilidad con el Secretario de Defensa, la Junta de Jefes de Estado, mandos especiales en una Agencia de Defensa o por otras actividades designadas por el Secretario de Defensa.

## Diseño
La medalla es de color oro y en el anverso muestra un pentágono que apunta hacia arriba en esmalte azul. Superpuesto al pentágono hay un águila calva americana con las alas extendidas, mirando hacia la izquierda y cogiendo 3 tres flechas en las garras.
El pentágono y el águila quedan rodeados por un círculo, consistente en la parte inferior por una corona de Laurel a la izquierda y de olivo a la derecha, que se transforma en 13 estrellas de 5 puntas en la parte superior .
En el reverso está la inscripción en la parte superior For Distinguished Service (Por el Servicio Distinguido) y debajo From The Secretary of Defense To, ( Del Secretario de Defensa A,), todas las letras en relieve.
Cuelga de una cinta con una franja azul , una franja amarilla y en medio una roja , la anchura de la que es la mitad que la de las otras.